# Nouvelle critique (littérature)
Pour les articles homonymes, voir Nouvelle critique.
La notion de « nouvelle critique » désigne, souvent de manière polémique, un ensemble d'orientations novatrices apparues dans le champ universitaire français de la critique littéraire avec le bref essai de Roland Barthes Sur Racine en 1963. Ce faisceau de voies nouvelles tendait à supplanter l'histoire littéraire comme méthode principale d'interprétation des œuvres, par exemple par l'adoption de méthodes inspirées du structuralisme ou par l'affirmation que « le temps des œuvres » est indépendant du « temps de l'histoire ». Outre les travaux de Barthes, on y associe généralement ceux de Jean Starobinski, de Jean-Pierre Richard, de Jean-Paul Weber et de Serge Doubrovsky.
La querelle initiale, par ordre chronologique :
- Roland Barthes, Sur Racine, coll. « Pierres vives », Le Seuil, 1963.
- Raymond Picard, Nouvelle critique ou nouvelle imposture, coll. « Libertés », J.-J. Pauvert, 1965.
- Jean-Paul Weber, Néo-critique et paléo-critique ou Contre Picard, coll. « Libertés », J.-J. Pauvert, 1966.
- Roland Barthes, Critique et vérité, coll. « Tel Quel », Le Seuil, 1966.
- Serge Doubrovsky, Pourquoi la nouvelle critique ? Critique et objectivité, Mercure de France, 1966.